# Schlegelia macrocarpa
Schlegelia macrocarpa är en tvåhjärtbladig växtart som beskrevs av Cyrus Longworth Lundell. Schlegelia macrocarpa ingår i släktet Schlegelia och familjen Schlegeliaceae. Inga underarter finns listade i Catalogue of Life.